# سبکیان
سبکیان (نام علمی: Sebecidae) نام یک تیره از رده خزندگان است.